# Cryptantha multicaulis
Cryptantha multicaulis là loài thực vật có hoa trong họ Mồ hôi. Loài này được A.Nelson mô tả khoa học đầu tiên năm 1900.